# Lepidonia lankesteri
Lepidonia lankesteri là một loài thực vật có hoa trong họ Cúc. Loài này được (S.F.Blake ex Standl.) H.Rob. & V.A.Funk mô tả khoa học đầu tiên năm 1987.